# Неопознанный летающий объект
Видеозаписи, официально опубликованные Министерством обороны США 27 апреля 2020 года и классифицированные как «неопознанные атмосферные явления»
Неопознанный летающий объект, НЛО (англ. unidentified flying object, UFO), также летающая тарелка (англ. flying saucer), неопознанное аномальное явление (англ. unindified anomalous phenomena, UAP) или неопознанное воздушное явление (англ. unindified aerial phenomena, UAP) — визуально наблюдаемый движущийся или неподвижный, находящийся в атмосфере или в космическом пространстве (летающий или производящий впечатление летающего) объект, или аналогичное оптическое явление, не идентифицированные конкретным наблюдателем как известный природный (птица, падающий метеорит, облачная структура, явление атмосферного электричества и др.) или искусственный объект (самолёт, ракета, обломки спутника, аэростат и др.). НЛО стали предметом особого интереса в результате прогресса ракетной техники после Второй мировой войны. Часто считаются аппаратами представителей внеземного разума, посещающих Землю (инопланетян).
Люди, заявленные как очевидцы, наблюдают НЛО, как правило, в небе, реже в водной среде, в том числе под водой, и на поверхности Земли («посадки НЛО»). О наблюдении НЛО сообщали лётчики, моряки, космонавты и наземные наблюдатели. В ряде случаев о наблюдении НЛО заявляло большое число лиц, часто независимых друг от друга и находящихся на значительном расстоянии. Существуют фотографии, киноленты и видео, на которых изображены объекты, заявленные как НЛО. Утверждается, что НЛО регистрируются радарами и другой аппаратурой. Люди, заявленные как очевидцы, могут утверждать, что НЛО способны оказывать физическое воздействие на окружающую среду.
Нередко за НЛО принимаются необычные оптические явления, объясняемые преломлением, отражением или дисперсией света, происходящем в слоях или в отдельных образованиях атмосферы (области скопления микрокристаллов льда и др.). Если для НЛО было найдено объяснение, то говорят об опознанном летающем объекте (ОЛО). Большинство летающих объектов находит объяснение и становится ОЛО. Из всех сообщений о неясных летающих объектах неопознанными остаются только 5—10 %. Однако в ряде случаев эффекты, трактуемые в качестве НЛО, не получают объяснения в рамках общепринятой научной парадигмы.
Интерес к тематике НЛО проявляется спецслужбами. В ряде стран проводились официальные исследования предполагаемого феномена. Наиболее известными являются «Синяя книга» и Комитет Кондона (США), исследования группы GEPAN (Франция), «Сетка» и «Галактика» (СССР и Россия).  Секретность и закрытость некоторых таких программ, возможно, стала одной из причин возникновения общественного интереса к явлению. Американский историк Грег Эгхигиян (Greg Eghigian), который изучил, как менялись представления об НЛО и отношение к ним, пришёл к выводу, что феномен НЛО был порождением холодной войны и связанной с нею атмосферы секретности и недоверия.
Различные попытки объяснения феномена НЛО (в основном гипотезу внеземного происхождения) предлагает уфология, рассматриваемая учёными как псевдонаука или квазинаука. 
В массовой культуре НЛО чаще всего понимается как летательный аппарат инопланетян. Представления об НЛО в массовой культуре представляют собой современные мифы, связанные с внерелигиозными верованиями. Вера в НЛО обычно относится к антинаучным взглядам.
НЛО являются также темой конспирологии  и некоторых новых религиозных движений. 
В ходе проверок, удовлетворяющих научным требованиям, ни один из данных объектов не был окончательно отнесён к числу инопланетных космических кораблей. Исключая фотографии и видеосъёмки, не существует физических свидетельств реальности полётов данных объектов или их посадок . Однако существование внеземного разума в принципе, за пределами Земли, наука считает вероятным. Научная общественность мира осуществляет широкую программу поиска внеземного разума SETI.

## Терминология
Первое предполагаемое наблюдение НЛО, получившее большую известность, произошло в 1947 году, когда бизнесмен Кеннет Арнольд заявил, что во время полёта на своём небольшом самолёте возле горы Рейнир в штате Вашингтон видел группу из девяти двигавшихся с огромной скоростью серповидных объектов. Арнольд оценил скорость объектов в несколько тысяч миль в час и утверждал, что они двигались «как тарелки, прыгающие по воде». В последующем газетном сообщении было ошибочно указано, что объекты имели форму блюдца, отсюда возник термин летающая тарелка (англ. flying saucer).
Согласно Оксфордскому словарю английского языка, неопознанный летающий объект (англ. Unudentified Flying Object) восходит, по крайней мере, к 1950-м годам: он зафиксирован в 1953 году в книге американского авиатора и писателя Дональда Кейхоу под названием «Летающие тарелки из космоса» 1953 года (экранизирована под названием «Земля против летающих тарелок» в 1956 году). Также словарь приводит цитату Эдварда Руппельта, офицера ВВС США, заявившего, что он изобрёл более подходящий термин для объектов, ранее описанных как «летающая тарелка» (1956). Руппельт принимал участие в проекте «Синяя книга».
Лица, заявляющие, что они наблюдали НЛО, называются свидетелями или очевидцами.

## История наблюдений
Одно из первых сообщений о наблюдении дисковидного аппарата относится к 18 июля 1935 года: в Канаде (провинции Саскачеван) 3 человека заявили, что видели аппарат, приземлившийся в лесу у Нипавина; а также наблюдали, как по лесенке в него поднимались гуманоиды в серебристых одеждах. На следующий день в том месте были обнаружены и сфотографированы обожжённые проплешины на земле.

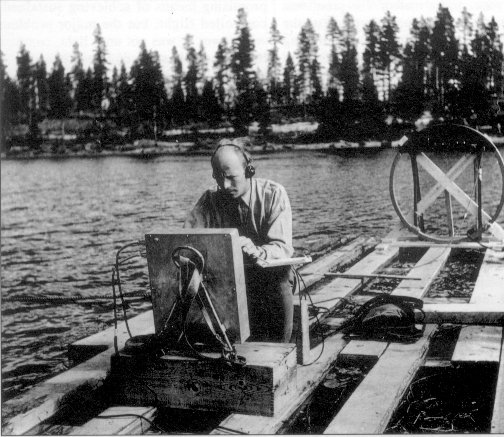
Поиски «ракеты-призрака», как утверждалось, упавшей 19 июля 1946 года на озере Кёльмьярв, Швеция. Проводились в июле-августе 1946 года офицером шведских ВВС Карлом-Гёста Бартоллом, на фото

24 июня 1947 года американский бизнесмен Кеннет Арнольд во время полёта на своём самолёте заметил цепочку из девяти летящих объектов, скорость которых он оценил более 1600 километров в час. Движение этих объектов, испускавших «жуткое синее свечение», он описывал следующей фразой: «будто взяли блюдце и бросили его в воду, как бросают камешки». В интервью с ведущим «Си-би-эс» Эдуардом Мюрроу, 7 апреля 1950 года, Арнольд удивлялся тому, что газеты неправильно его поняли и, одна за другой, писали будто он видел объекты, похожие на блюдца. С тех пор НЛО ассоциируется с «летающими тарелками». Это был первый зарегистрированный случай встречи человека с НЛО над США.
Первой версией, которая обеспокоила правительственные круги ведущих стран, было предположение, что НЛО являются секретным оружием потенциального противника. Эта версия вскоре было отвергнута, и в общественной среде закрепилась идея, что неопознанные объекты в небе являются аппаратами представителей внеземного разума, посещающих Землю (инопланетян). Уфология в качестве самостоятельного явления сформировалась в середине XX века, после окончания Второй мировой войны.
Наибольшую известность в обществе получили (в том числе во множестве книг и фильмов) такие явления НЛО, как
- Вашингтонская карусель, 1952 год;
- Петрозаводский феномен, 1977 год;
- Тегеранский случай, 1978 год.

В некоторые периоды сообщения о НЛО приходят чаще (идут «волнами», англ. flaps), чем в другие. Так, в США «волны» происходили в 1947, 1950, 1952, 1965, 1967 и в 1973 годах, в Японии — в 1958 году, в СССР — в 1962 и в 1977—1978 годах и т. д.
| 1946                   | Скандинавия («ракеты-призраки»)                |
| июнь—июль 1947         | запад США                                      |
| август 1952            | восток США                                     |
| октябрь 1954           | Франция                                        |
| ноябрь 1957            | средний запад и юго-запад США и Южная Америка  |
| июнь—август 1959       | Австралия, запад Тихого океана                 |
| май—август 1962        | Аргентина                                      |
| лето 1965 — весна 1966 | сначала на среднем западе США, затем восточнее |
| осень 1977             | восточное побережье США                        |
| осень 1985             | Мехико, Мексика                                |

В 2004 году (инцидент с авианосцем «Нимиц») и на протяжении 2014—2015 годов (инцидент с авианосцем «Теодор Рузвельт»), лётчики истребителей ВМС США неоднократно фиксировали НЛО на радарах, записав несколько случаев на видеокамеру. Впоследствии, подлинность этих видеозаписей была подтверждена официальным представителем ВМС США.
Согласно докладу администрации США, опубликованному в июне 2021 года для Конгресса США, в период с ноября 2004 года по март 2021 года имели место как минимум 144 случая наблюдения НЛО американскими военными. В большинстве случаев разведывательные службы не смогли объяснить природу их происхождения. Ранее бывший президент США Барак Обама также подтвердил, что у американских властей имеются снимки воздушных явлений, имеющих невыясненную природу.
Специалистами NASA был представлен усредненный «портрет» неидентифицированного аномального феномена: «размер от 1 до 4 м; цвет — белый, серебристый, полупрозрачный; высота полета — от 10 тыс. до 30 тыс. футов; скорость до двух Махов (2М)»; тепловое излучение — короткие и средние инфракрасные волны.

### Места наблюдений
На Земле

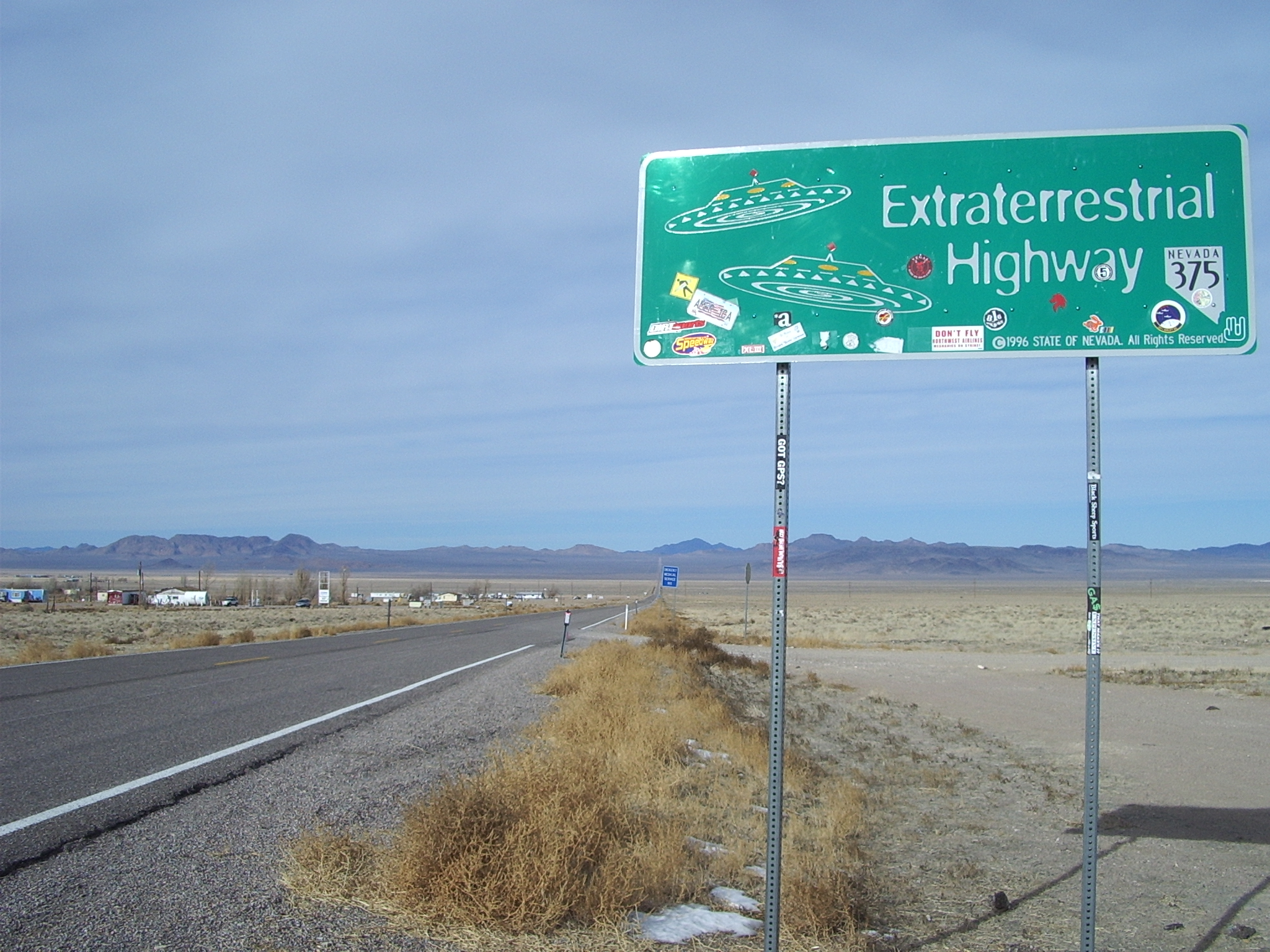
«Внеземное шоссе» (Невада, США), где по сообщениям, часто наблюдаются НЛО и другая «инопланетная активность». Расположено недалеко от Зоны 51

По числу «зафиксированных» в год НЛО (UAP), первое место занимают США.
Несмотря на то, что НЛО наблюдаются повсеместно, существуют районы, где их наблюдают особенно часто — так называемые «окна». Понятие о них ввёл французский уфолог Эме Мишель. Подобные «окна» имеются в Соединённых Штатах Америки (Техас, Флорида, северо-запад тихоокеанского побережья, долина Гудзона), в Австралии (Кэрнс в Квинсленде, Кемпси в Новом Южном Уэльсе, равнина Налларбор, Бассов пролив), Японии (Хоккайдо), Франции, Великобритании (Лотиан, залив Лус (Шотландия), Дайред (Уэльс), Пеннинские горы и Уорминстер (Уилтшир)) и в Бразилии, Аргентине, Италии, Испании, Норвегии, Малайзии, в Пуэрто-Рико и на Канарских островах (в Африке «окон» не зафиксировано).
Нет единого мнения об «окнах». Некоторые исследователи склонны рассматривать в качестве причины «волн» сообщений о НЛО повышенную яркость того или иного астрономического объекта в данный период — например, Марса. Есть мнения о том, что «волны» таких сообщений возникают в государствах, переживающих те или иные трудности (к примеру, всплеск сообщений о «летающих тарелках» в конце 1940-х годов некоторые объясняют холодной войной). Некоторые считают, что увлечение населения новыми научно-фантастическими произведениями (например, кинофильмами) стимулируют появление рассказов о наблюдении НЛО.
Отмечается закономерность: в малонаселённых районах НЛО наблюдаются чаще.
Также, многократно приводились сообщения, что, судя по частоте появления, НЛО проявляют повышенный интерес к военным базам, в первую очередь к ракетным.
В космосе
Иногда упоминалось о наблюдении астрономами с Земли неотождествлённых на сегодняшний день объектов в космосе. В статьях «Затемнённое солнце» и «Предтечи „чёрного облака“» (Алексей Архипов), что печатались в «Технике — молодёжи» за 1983 год (№ 12) подобраны такого рода случаи.
«Эннюол Рэджиста» за 1766 год, том 9, содержит «Отчёт об очень странном явлении, виденном на диске Солнца»:

9 августа 1762 года де Ростан, … измеряя высоту Солнца квадрантом в Лозанне… заметил, что оно даёт слабый и бледный свет… Направив четырнадцатифутовый телескоп, оборудованный микрометром, на Солнце, он удивился, обнаружив, что его восточный край закрыт… туманностью, которая окружала какое-то тёмное тело. Приблизительно через два с половиной часа южная часть вышеупомянутого тела отделилась от лимба Солнца, но северный край тела, имевшего форму веретена шириной около трёх солнечных пальцев и девять в длину, не освободил солнечный лимб. Это веретено сохраняло свою форму, продвигаясь по диску Солнца с востока на запад со скоростью, составлявшей не более половины скорости движения обычных солнечных пятен, до тех пор, пока не исчезло 7 сентября после достижения западного лимба светила. Ростан вёл наблюдения почти каждый день на протяжении месяца, посредством камеры-обскуры определял форму и размеры тела…

Подобное явление на Солнце наблюдалось и в Базельском епископстве… Косте, друг де Ростана, воспользовавшись одиннадцатифутовым телескопом, нашёл у тела подобную веретенообразную форму, как и де Ростан, только не такую широкую, что, вероятно, могло быть следствием увеличения и поворота тела вблизи предела его видимости. Более замечательно то обстоятельство, что положение тела на Солнце не соответствовало наблюдаемому из Лозанны: тело, следовательно, имело значительный параллакс… Это не пятно: его движение было гораздо более медленным; объект также не был планетой или кометой: его форма доказывает противоположное.
29 июля 1878 года двое астрономов, Льюис Свифт (англ. Swift), директор обсерватории Уорнер, и Джеймс Уотсон (англ. Watson), директор обсерватории Мичиганского университета, — вели в США на расстоянии 300 километров друг от друга наблюдение за полным солнечным затмением. В ходе наблюдения они заметили неподалёку от Солнца два неизвестных объекта красного цвета размером чуть меньше Меркурия, астрономы предположили, что обнаружили новые планеты в Солнечной системе. Некто доктор Питерс (англ. C. H. F. Peters) отвергал возможность открытия новых планет, заявив, что Свифт и Ватсон либо наблюдали звёзды, либо не наблюдали ничего. Астроном Джессап Моррис, повторив анализ Питерса, пришёл к выводу, что объекты находились на расстоянии 3000—32 000 километров от Земли, что больший и более удалённый из объектов достигал в диаметре более 2,5 километров, а меньший — на 90 % меньше него.
Среди астрономической общественности широко известны многочисленные случаи наблюдения в телескопы неопознанных передвигающихся по траекториям, необъяснимым для обычных неуправляемых небесных тел, объектов в околоземном космосе, вокруг Луны и на её поверхности, которые получили общее название короткоживущие аномальные явления.
Также были сообщения о наблюдении НЛО в открытом космосе космонавтами или о съёмках НЛО, производимых искусственными спутниками. Так в июне 1965 года с совершающего 20-й виток на околоземной орбите корабля «Джемини-4» астронавт Джеймс Макдивитт через иллюминатор наблюдал неустановленный объект, из которого «торчат длинные руки». Макдивитт сфотографировал его, но после проявки не смог найти этот снимок.
Конспирологическая контртеория лунного заговора гласит, что во время экспедиций по программе «Аполлон» США обнаружили на Луне базы и города НЛО и затем стали скрывать это, надеясь на монопольное владение информацией.
После появления близкого к программе SETI интернет-ресурса обзора Вселенной WikiSky, поиски НЛО и других проявлений внеземного разума в космосе стали доступны не только астрономам и участникам программы SETI, но и широким массам. В конце 2010 года в СМИ и у общественности мира возникло широкое обсуждение обнаружения в WikiSky подозрительных артефактов, которые стали называть возможными летящими к Земле огромными инопланетными кораблями. Доступные для постоянного всеобщего наблюдения, эти объекты имеют двухкорпусную, цилиндрическую, круглую и стержневую форму.

### Особенности наблюдений очевидцами

Фотографии светящегося шара, сделанные советским лётчиком фотокамерой истребителя МиГ-29. Липецкая область, 1990 год

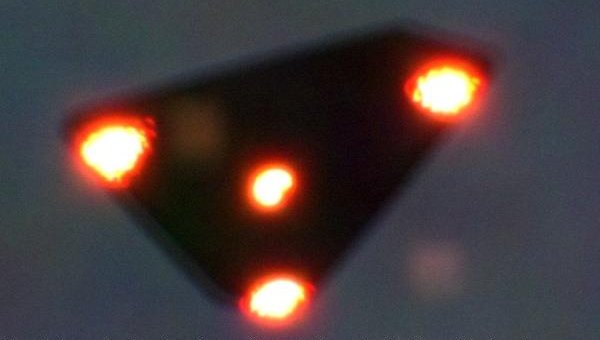
Летающий треугольник, который, как утверждалось, был сфотографирован во время «Бельгийской волны НЛО» 15 июня 1990 года над Валлонией, Бельгия. Фотография была размещена в Интернете в 2003 году, через 13 лет после скандальных событий

Об НЛО чаще всего сообщают неопытные наблюдатели, а не астрономы-профессионалы или астрономы-любители, уделяющие много времени исследованию неба.
Предполагаемые свидетели часто утверждают, что виденные ими явления не могут быть объяснены известными законами физики, а являются нарушениями законов природы, то есть фактически чудом. Так, Дэн Эйкройд, утверждает, что он видел «как на большой высоте светящиеся диски из магния летели со скоростью 20000 миль (32190 км) в час на высоте 100000 футов (30480 метров)». Философ Роберт Тодд Кэрролл отмечает, что остаётся неясным, как Эйкройд сумел определить химический состав дисков и рассчитать их скорость и расстояние до них.
Многие сообщения о наблюдении НЛО неточны, в них может не указываться точной даты, места, характеристик объектов. Зачастую очевидцы могут при описании исходить из своих личных представлений о природе НЛО. (Уфолог Дженни Рэнделс [англ. Jenny Randles] приводит фразу очевидицы, которая на вопрос: «Может быть, это облако?» отвечала: «Да, я знаю, что оно выглядело так, но я думаю, что это был НЛО, замаскированный под облако»). Именно поэтому уфологами менее всего ценятся показания одиночных очевидцев, не подкреплённые ни показаниями других очевидцев, ни фотографиями. Уфологи рекомендуют в случае наблюдения НЛО, если есть такая возможность, прежде всего привлечь внимание других людей к наблюдаемому явлению и сфотографировать его, запомнить его местоположение. Наиболее надёжными считаются показания лётчиков и учёных. Некоторые свидетели этого явления утверждают, что имели непосредственный контакт со внеземным разумом в виде личной встречи c так называемыми НЛОнавтами (в том числе похищения ими) или мысленного общения («контактёры»).
При контактах с НЛО и после них отдельные люди предъявляют ожоги, они могут страдать от тошноты, головной боли. При особенно близких контактах (см. «Классификацию контактов с НЛО») у свидетелей, с их слов, появлялась депрессия, нарушалась ориентация в пространстве, возникала повышенная возбудимость.

## Изучение

### НЛО и наука
Геофизики, астрономы, метеорологи и другие специалисты занимаются планомерным изучением неизвестных атмосферных и космических явлений. Некоторые из этих явлений чётко классифицированы (шаровая молния, кратковременные лунные явления и др.). Часть исследователей допускает, что некоторые НЛО представляют собой явления, объяснение которых находится за пределами современных научных знаний.
Среди исследователей НЛО есть обладатели научных степеней, такие как Аллен Хайнек (профессор астрономии из университета Огайо) и Дональд Мензел (профессор астрономии из Гарвардского университета). В Советском Союзе проблемой НЛО на серьёзном уровне занимался математик и астроном, доцент МАИ Ф. Ю. Зигель, в настоящее время считающийся основателем российской уфологии.
Хайнек в книге «НЛО: попытка научного подхода» приводит случай: «Однажды летним вечером 1968 года в Виктории (Британская Колумбия) проходил приём по случаю астрономического симпозиума. В большом ресторане собралась не одна сотня астрономов из разных стран. Неожиданно в зал вошёл человек и объявил, что в небе появились неопознанные летающие объекты. Лёгкий смешок прошёл по столам, но быстро стих, и люди вернулись к своим беседам. Ни один из учёных не вышел на улицу, чтобы своими глазами увидеть загадочный феномен природы!».

### Государственные программы

#### Великобритания
В 1950-е годы британское правительство серьёзно относилось к угрозе со стороны инопланетян. Более чем за полвека наблюдений за НЛО не было обнаружено никаких доказательств присутствия внеземной цивилизации или военной угрозы Британии со стороны инопланетян. В 2010 году специальное подразделение, занимавшееся изучением материалов об НЛО, было расформировано.
В середине мая 2008 года правительство Великобритании открыло доступ к секретным материалам о «контактах с инопланетянами» с 1978 по 1987 год. Документы содержат рассказы очевидцев о «контактах с инопланетянами», но достоверных подтверждений этим свидетельствам нет. Кроме того, самые интересные части этих документов практически всегда заштрихованы, часто под штрихом оказываются целые абзацы и понять, что же спрятано под закрашенным текстом, неподготовленному человеку довольно сложно. В дальнейшем были частично рассекречены новые партии документов, в том числе случай боевого контакта.

#### Франция
GEIPAN (Группа по информации и изучению неопознанных летающих объектов) — при Национальном центре космических исследований Франции (CNES). Группа была основана в 1977 году и стала первой на Западе государственной организацией по исследованию НЛО. Она получает данные от жандармерии, полиции, армии, ВВС, ВМФ и гражданской авиации. Ныне в её архивах хранятся документы о примерно 1600 случаях появления НЛО. По мнению специалистов в пресс-релизе CNES — в большинстве случаев речь идёт об «абсолютно нормальных природных явлениях, неправильно истолкованных наблюдателями»; в то же время, некоторые случаи остаются настоящими загадками «ввиду неточности наблюдений и недостаточного качества материальных свидетельств». Франция стала первой страной, которая решила разместить в интернете в свободном доступе (2007) свои архивы по НЛО.
Спустя 30 лет Национальное космическое агентство опубликовало на своём сайте материалы группы GEIPAN (Группа по информации и изучению НЛО). Среди них полицейские отчёты, фотографии, свидетельства очевидцев, при помощи которых учёные пытаются объяснить возникновение загадочных объектов в небе.

#### США
США являются абсолютным лидером в «исследовании» феномена UFO/UAP.
- Проект ВВС США «Sign» («Знак»)[англ.] (1947—1948, первоначально назывался «Saucer» — «Блюдце»). Целями проекта были сбор и оценка информации, касающейся наблюдений за НЛО, исходя из предположения, что НЛО могли являться секретным советским оружием и представлять угрозу национальной безопасности США (при этом вероятность их инопланетного происхождения также не исключалась, но рассматривалась как отдалённая)[23]. В отчёте проекта, опубликованном в начале 1949 года, говорилось, что, хотя некоторые НЛО были идентифицированы как настоящие летательные аппараты, данных для определения их происхождения было недостаточно[49]. Почти все случаи наблюдения НЛО, согласно отчёту, были вызваны одной или несколькими из трёх причин: массовой истерией и галлюцинациями, обманом или неправильной интерпретацией известных объектов[23].
- Проект ВВС США «Grudge»[англ.] (1949). Наблюдения НЛО в рамках проекта были объяснены как воздушные шары, обычные самолёты, планеты, метеоры, оптические иллюзии, солнечные отражения или даже «большие градины». В процессе наблюдений не было найдено доказательств, что НЛО представляют собой передовые разработки иностранного оружия, в связи с чем был сделан вывод, что НЛО не угрожают безопасности США. Никаких свидетельств посещения инопланетян, как и в проекте «Sign», найдено также не было[23].

В выводах отчёта, содержавшего более 600 страниц, говорилось, что сообщения о НЛО являются результатом:
1. Неправильной интерпретации всевозможных объектов;
2. Лёгкой формы массовой истерии и напряжённости на фоне холодной войны;
3. Отчётов, сфабрикованных ради розыгрыша или ради личной известности составителей;
4. Показаний лиц с психопатологическими расстройствами.

В рамках «Grudge» действовала кампания по связям с общественностью, которая пыталась уменьшить беспокойство общественности по поводу НЛО. Однако само существование исследований ВВС на эту тему побуждало людей верить в НЛО и способствовало созданию атмосферы «военной истерии», в связи с чем проект был закрыт.
- Проект ВВС США «Синяя книга» (1952—1970) был начат в связи с ростом напряжённости в период холодной войны и стал основным направлением ВВС США по изучению феномена НЛО во всём мире, прежде всего, с той же целью определить, не представляют ли НЛО угрозу национальной безопасности[23].

За время работы проекта было исследовано 12 618 сообщений об НЛО. Процент сообщений об НЛО, не получивших объяснения, был достаточно низким и со временем падал (от 5,9 % в 1955 году до 4 % в 1956 году). За всё время существования программы необъяснённым осталось 701 сообщение (5,6 % от общего числа).
По результатам исследований и опыта, полученного при расследовании сообщений об НЛО за время работы проекта, были сделаны следующие выводы:
1. Ни один из НЛО никогда не представлял угрозы национальной безопасности США;
2. Не представлено и не обнаружено никаких доказательств того, что наблюдения, отнесённые к неопознанным, представляли собой технологические разработки или принципы, выходящие за рамки научных знаний того времени;
3. Не найдено никаких доказательств того, что наблюдения, классифицированные как неопознанные, являлись внеземными транспортными средствами.

При этом ряд сообщений об НЛО был связан с секретными авиационными разработками самих США, например, высотными самолётами-разведчиками U-2 и SR-71 «Blackbird», которые наблюдателям с земли и даже пилотам гражданских самолётов часто представлялись в виде высоко летящих огненных объектов (особенно на восходе и закате, когда они отражали солнечные лучи). Исследователи «Синей книги» были осведомлены о полётах U-2 и сверяли сообщения об НЛО с графиком полётов этих самолётов, таким образом, идентифицируя объекты. Согласно оценкам сотрудников ЦРУ, более половины всех сообщений об НЛО с конца 1950-х по 1960-е были связаны с разведывательными полётами этих самолётов над США. Однако ввиду секретности программ U-2 и SR-71 и их важным значением для национальной безопасности, исследователи были вынуждены объяснять общественности такие явления другими причинами, например, кристаллами льда и температурными инверсиями. Позже (в 1970-х годах) этот обман стал одним из поводов для различных теорий заговора и споров о сокрытии властями сведений о якобы имевших место вторжениях инопланетян.
- Программа «Advanced Aerospace Threat Identification Program» (AATIP, 2007—2012), на которую было потрачено 22 млн долл. (в 2012 году программа не закрылась, лишь закончилось её финансирование)[34][52]. Комментируя данную программу, астрофизик Сара Сигер, профессор из Массачусетского технологического института, предупредила, что хотя неопознанные явления существуют и их нужно исследовать, незнание происхождения объекта не означает, что он с другой планеты или галактики[53].
- В 2020 году Министерство обороны США создало рабочую группу по неопознанным воздушным явлениям (Unidentified Aerial Phenomena — UAP), которая будет находиться в подчинении замминистра обороны по вопросам разведки и безопасности. Целью рабочей группы является улучшение понимания о природе и происхождении UAP для выявления тех из них, которые потенциально могут угрожать национальной безопасности США. Уточняется, что под UAP «подразумеваются объекты, которые наблюдатель не может сразу распознать». Об их инопланетном происхождении не заявляется, вместо этого говорится о «любых несанкционированных вторжениях самолётов» в воздушное пространство и военные полигоны США[54][55][56][57]. В ноябре 2021 года Минобороны США реорганизовало эту группу, присвоив ей название «Группа по идентификации и синхронизации подхода к воздушным объектам» (англ. Airborne Object Identification and Management Synchronization Group — AOIMSG). Новая группа будет заниматься синхронизацией усилий различных ведомств США по обнаружению и идентификации летающих объектов, установлению их принадлежности и исходящих от них угроз безопасности полётам и национальной безопасности США[34].
- 9 июня 2022 года Американское национальное управление по аэронавтике и исследованию космического пространства (NASA) объявило, что агентство поручает исследовательской группе изучение неопознанных аномальных явлений (UAP) — то есть наблюдения за событиями в небе, которые нельзя идентифицировать как самолёты или известные природные явления — с научной точки зрения. Задачами группы является выявление доступных данных, улучшение методов сбора данных в будущем, проработки вопроса, как НАСА может использовать эти данные для научного понимания UAP. Одной из задач является также определение возможных рисков со стороны UAP для национального воздушного пространства. 9 июня 2022 года доктор Томас Зурбухен[англ.] представил обновлённую информацию о научной программе НАСА на совместном заседании Совета национальных академий космических исследований и Совета по аэронавтике и космической инженерии, которая включала в себя план независимого исследования НАСА UAP[4]. 31 мая 2023 года НАСА была проведена специальная пресс-конференция, на которой представлен доклад Unindified Anomalous Phenomena (UAP) Meeting («Встреча с неидентифицированными аномальными явлениями»), охватывавший период с 1996 по 2023 год. За это время специалисты официально зарегистрировали около 10 тысяч случаев наблюдения таких явлений[35]. 14 сентября 2023 года Независимая группа исследования неопознанных аномальных явлений НАСА опубликовала окончательный отчёт, содержащий ряд рекомендаций о том, как агентство может помочь в продвижении понимания UAP[4].

#### СССР
В 1978 году в СССР начала осуществляться государственная программа изучения феномена НЛО. В ходе выполнения программы за 13 лет было получено около трёх тысяч сообщений о наблюдениях необычных явлений, из которых большую часть наблюдаемых явлений (более 90 %) объясняли полёты высотных баллонов и пуски ракет.
Хотя впервые материалы о НЛО в официальной советской печати появились в 1977—1978 годах, широко публиковать подобного рода информацию было разрешено только со времён гласности. В это время и далее при постсоветской демократии, российские официальные лица не давали официальную оценку многочисленным опубликованным фактам явлений НЛО. Однако в последнее время стало появляться всё больше свидетельств того, что военные активно изучали и собирали информацию об НЛО. К примеру, в 70-х годах прошлого века по воинским частям была разослана секретная директива Генерального Штаба о сборе свидетельств при появлении НЛО.

#### Другие страны
Закрытый ранее Китай, собиравший и обрабатывавший информацию военными и научными структурами, впервые в декабре 2008 года официально опубликовал видеосъёмку НЛО, сделанную в 1987 году.
Материалы об НЛО предала огласке в 2010 году Бразилия и Новая Зеландия.

## Гипотезы происхождения

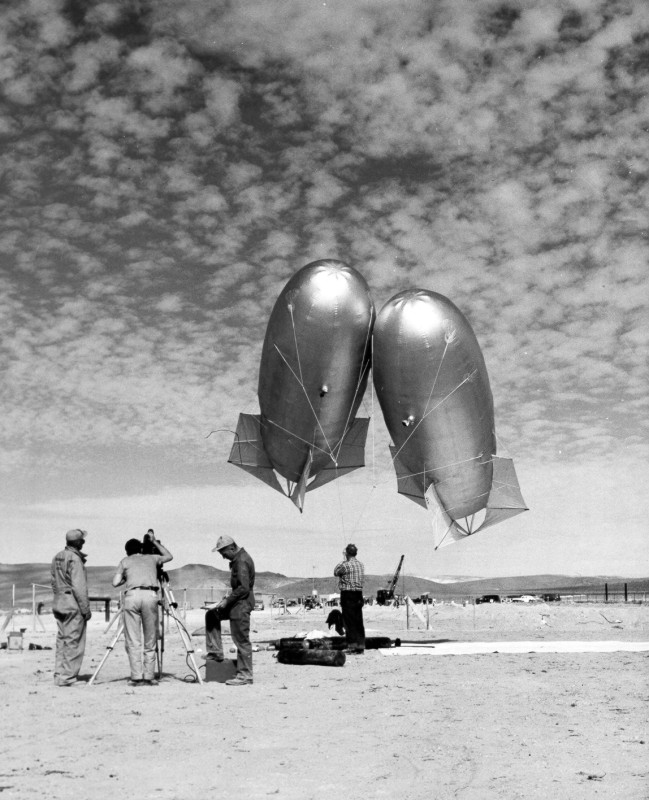
Запуск метеорологических зондов перед ядерными испытаниями, США, Невада

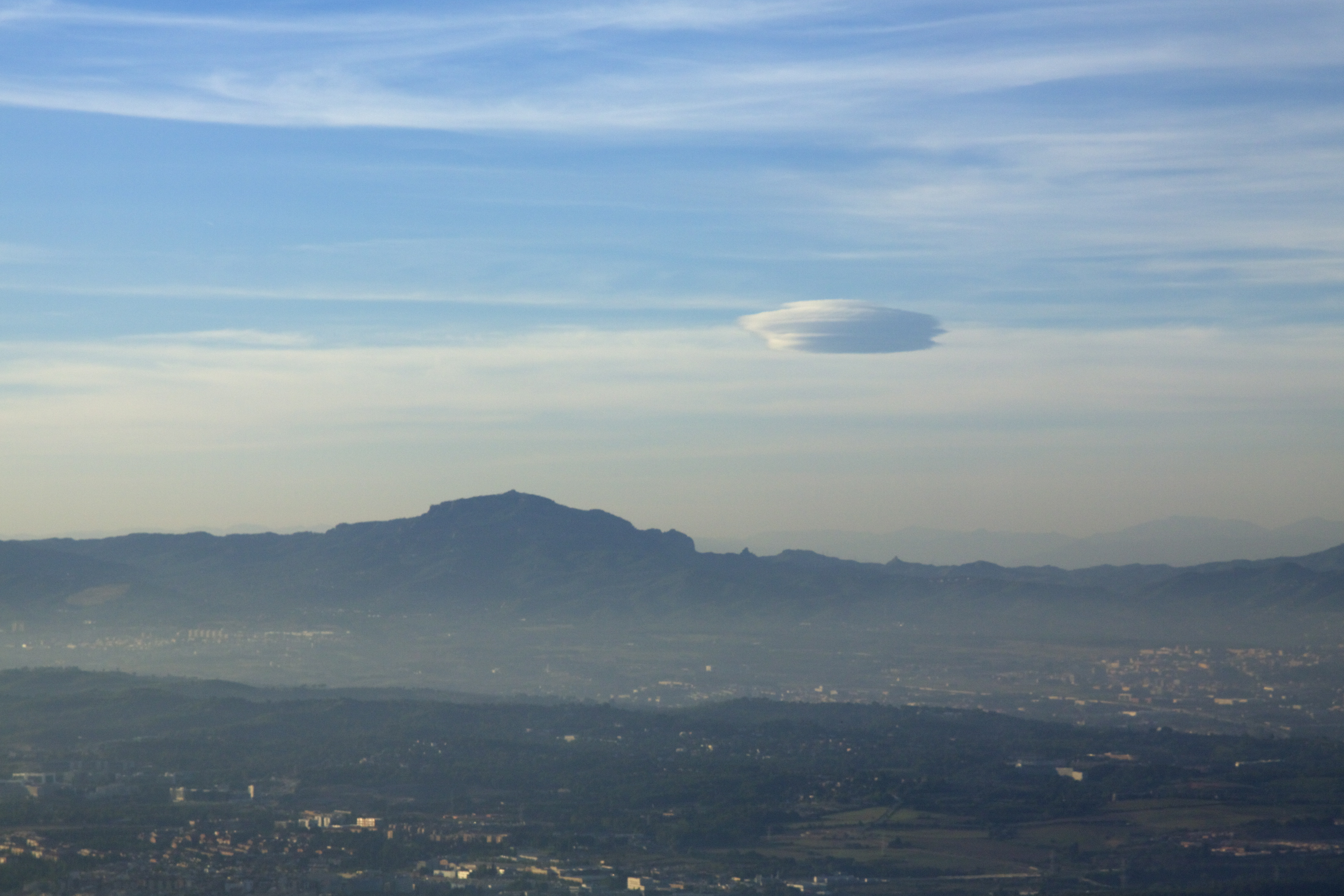
Лентикулярное облако может быть ошибочно принято за НЛО

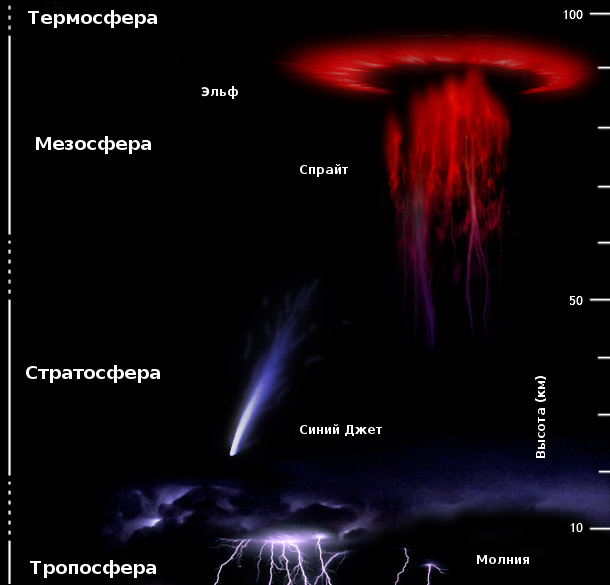
Разновидности атмосферных электрических разрядов

Существуют следующие гипотезы о происхождении НЛО:
- Гипотезы естественного происхождения НЛО (англ. The Natural Explanation Hypothesis или Null hypothesis) основаны на том, что все необъяснённые случаи, сообщения о НЛО, если не являются мистификациями, то возникают вследствие наблюдения за явлениями, уже известными, описанными и изученными современной наукой: метеорами, летящими птицами, горящим болотным газом. Также есть предположение некоторых учёных, что многие НЛО — это шаровая молния.

Уфологов, придерживающихся точки зрения о естественном происхождении НЛО, иногда называют «скептиками». Наиболее известными уфологами-«скептиками» являются Эдвард Кондон, Филип Класс и Дональд Мензел.
- Версия антропогенного происхождения НЛО — предположение о том, что НЛО являются летательными аппаратами, созданными человеком, существование которых скрывается владеющими ими группами (военными, правительством, частными корпорациями), либо сами группы являются тайными.
- Психосоциальные гипотезы происхождения НЛО — известно, что ещё К. Г. Юнг рассматривал сообщения о НЛО как современный миф, он отмечал возможную связь между дискообразной формой «летающей тарелки» и «мандалой» — оккультным символом в индуизме и буддизме, олицетворяющем целостность, завершённость[63]. Большую заинтересованность НЛО во второй половине XX века Юнг объяснял стремлением человека к гармонии в неспокойное время. В советской литературе подобное этому объяснение феномена НЛО пользовалось известной популярностью.

Согласно выводам Проекта «Синяя книга», отчете Вооружённых сил США, который гласит: «22 года исследований… неопознанных объектов показали, что ни один из них не представлял собой угрозу для нашей государственной безопасности». В Докладе Эдварда Кондона, возглавлявшего научно-исследовательскую группу, направленную в Университет Колорадо с целью изучения проблемы НЛО, сказано: «За 21 год исследований НЛО не было обнаружено ничего нового помимо известной информации, и, по-видимому, нет смысла связывать проведение дальнейших исследований с надеждой на прогресс науки».
По мнению британской военной разведки, все «летающие тарелки» попадают под одно из четырёх возможных объяснений, а именно:
- астрономический (чаще всего — планета Венера, особенно видимая сквозь туман или дымку) или метеорологический феномен;
- ошибочная идентификация современного летательного аппарата;
- оптическая иллюзия или психологическая галлюцинация;
- преднамеренное мошенничество.

Авторы доклада для Конгресса США, опубликованного в июне 2021 года, предлагают делить возможные объяснения случаев наблюдения НЛО на пять категорий: воздушные помехи, природные атмосферные явления, секретные американские разработки, «системы иностранных противников» и все остальные потенциальные варианты.
Большая часть НЛО оказывается подделками или известными объектами или явлениями. Согласно исследованиям ВВС США, не выясненными остались причины лишь 2 % зафиксированных случаев наблюдения. Эти случаи, вероятнее всего, могли бы также быть объяснены известными причинами в случае наличия более обширной информации.

### Уфологические гипотезы

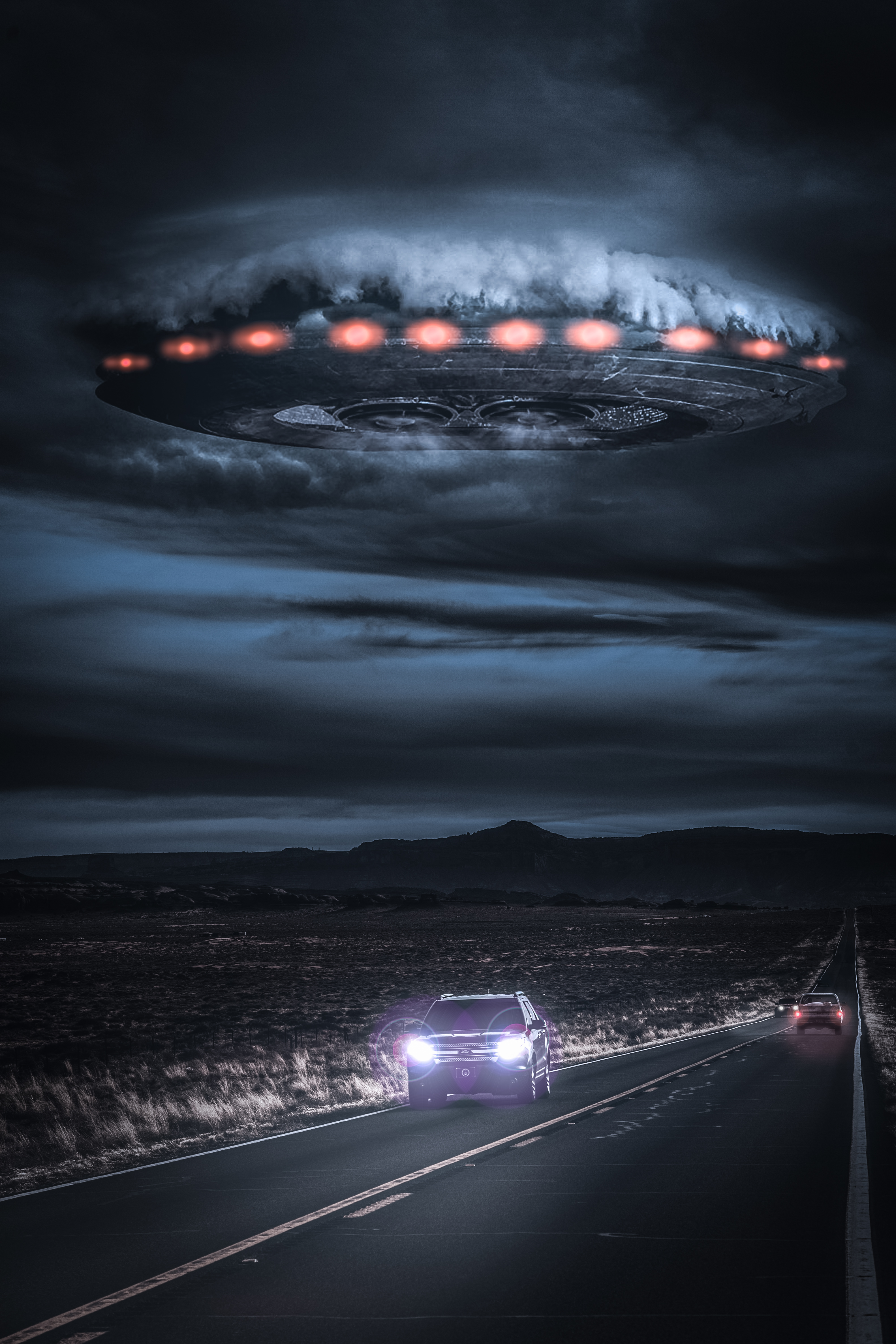
«Летающая тарелка» в представлении художника

Своё определение НЛО предложил астроном и уфолог Аллен Хайнек: «Восприятие объекта или света, видимого в небе или космосе либо над земной поверхностью; феномен, призрак, траектория, общая динамика и характер свечения которого не находит логического, общепринятого объяснения, является тайной не только для очевидцев, но и остаётся необъяснённым даже после пристального изучения всех доступных свидетельств специалистами, способными, если это возможно, идентифицировать явление с точки зрения здравого смысла».
Существует ряд гипотез происхождения НЛО, которые принадлежат к числу вненаучных или псевдонаучных. Они распространяются по большей части уфологами, «жёлтой прессой», некоторыми новыми религиозными организациями (УФО-религиями):
- Гипотеза внеземного происхождения НЛО[англ.] (англ. The Extraterrestrial Hypothesis — ETH) — гипотеза, рассматривающая НЛО в качестве летательных аппаратов инопланетян. Большинство энтузиастов-уфологов рассматривает только эту гипотезу.
- Ультраземные гипотезы происхождения НЛО (англ. Ultraterrestrial hypothesis) предлагают земное происхождение НЛО (уфолог Джон Киль призывал «рассматривать НЛО в земных или в ультраземных рамках, то есть думать о них, как о своих ближайших соседях, от которых вас отделяет только забор»); некоторые развивают идеи, что «летающие тарелки» запускаются цивилизациями, обитающими на Земле параллельно человеческой (как правило, под землёй или под водой), или же что НЛО являются… неизвестными существами, живущими на Земле же.
- Версия живых НЛО — согласно ей, НЛО представляют собой редкие и неизвестные науке формы жизни, обитающие в атмосфере или даже в открытом космосе.
- Гипотезы возникновения НЛО в параллельных мирах — НЛО якобы являются кораблями пришельцев, но приходят они не с других планет, а из иных измерений.
- Гипотезы о путешествиях НЛО во времени — согласно ей, энлонавты — пришельцы из будущего.
- Сверхъестественные (мистические) гипотезы происхождения НЛО — были востребованы на протяжении всей истории человечества, но в XX веке имели намного меньшую популярность, нежели, например, версии о внеземном происхождении НЛО; правда с 1970-х годов наблюдается некоторый их расцвет.

Некоторые бывшие официальные лица, военные и космонавты (в том числе лунный астронавт Эдгар Митчелл, заинтересовавшийся затем парапсихологией), после ухода со службы стали публичными приверженцами гипотезы инопланетного происхождения НЛО.
Изучением НЛО в направлении упомянутых теорий в России занимается уфологическое общественное объединение «Космопоиск».
Философ Роберт Тодд Кэрролл отмечает, что в случае, если фото или видео могли бы продемонстрировать убедительные доказательства присутствия инопланетян, версия об инопланетном происхождении некоторых НЛО не была бы настолько спорной. Другие заявленные физические свидетельства, включая такие как предполагаемые обломки крушения инопланетных аппаратов, выжженная земли на месте посадки аппаратов, имплантаты в теле людей, предположительно похищенных инопланетянами, при проверке оказываются обладающими известной природой, включая явную фальсификацию.
Некоторые уфологи осуществляют интерпретацию исторических событий в ключе свидетельств посещения Земли инопланетянами в прошлом (в том числе идея палеоконтакта).

## Объяснение известных случаев наблюдения

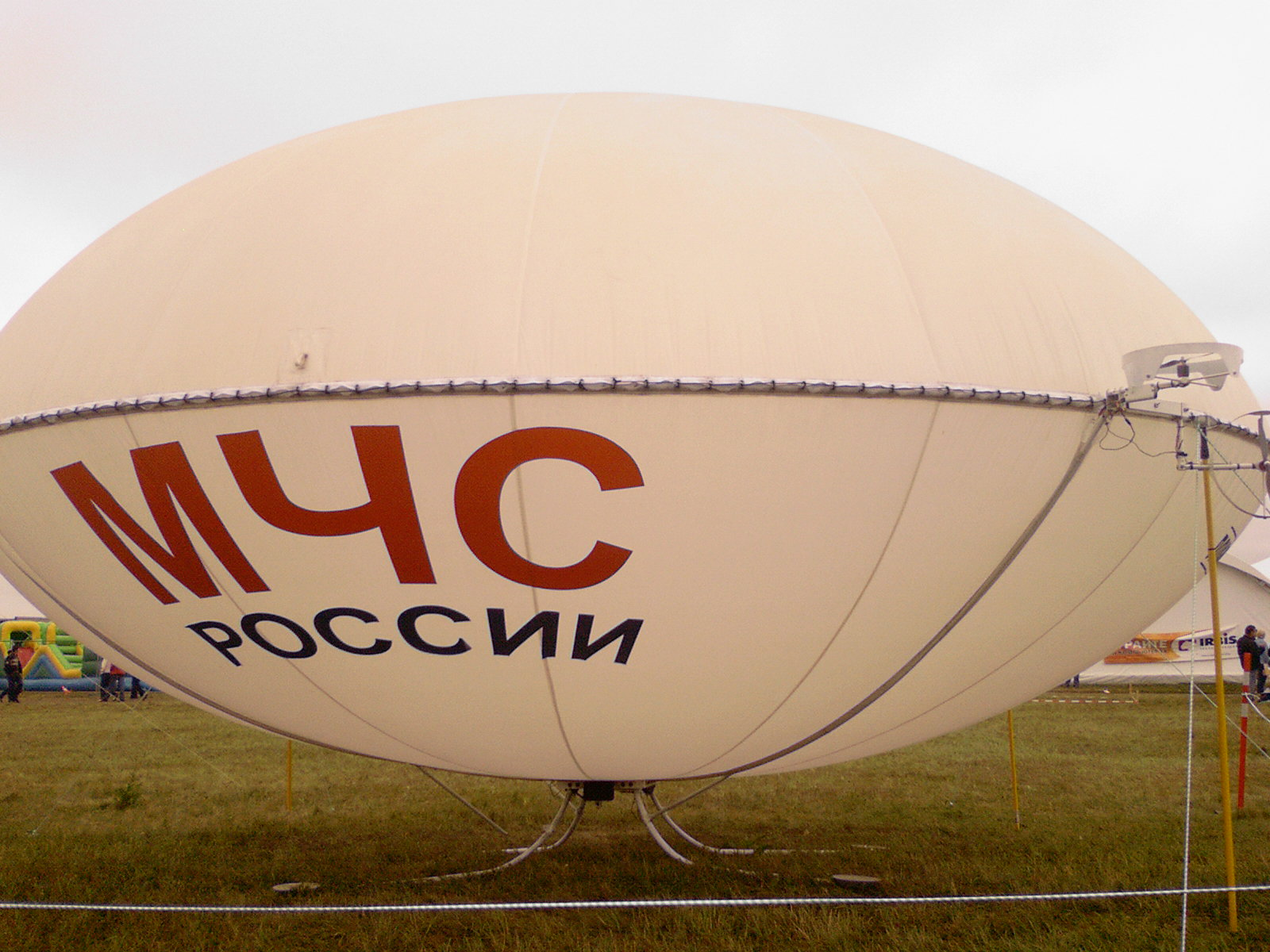

Некоторым случаям наблюдения НЛО удаётся дать более или менее достоверное объяснение. В таких случаях говорят о наблюдении
опознанного летающего объекта. Известны случаи, когда шум вокруг НЛО является следствием дезинформации как рассказ полковника ВВС США Бернарда Гилденберга, тридцать пять лет участвовавшего в тайных программах ЦРУ и ещё двадцать пять лет, уже находясь в отставке, привлекавшегося к ним в качестве консультанта, или обыкновенной шутки, как с космонавтом Г. М. Гречко.
При всём скептицизме, с которым большинство учёных и обывателей относятся к НЛО, в армии США, а затем и в армии Советского Союза появились специальные правила действий при обнаружении ААЯ (аномальных атмосферных явлений — именно так именуются НЛО в военных документах).
Массовое появление НЛО в 1978 году над Вашингтоном, стало катализатором резкого повышения общественного интереса к таким явлениям, вплоть до некоторого обсуждения вопроса с президентом Картером и постановки вопроса в ООН, однако применительно к этому появлению никаких официальных или научных позиций, кроме констатации невыясненного атмосферного эффекта, выражено не было.
Вскоре после окончания инаугурации 44-го президента США Барака Обамы в небе над Вашингтоном был замечен НЛО. Его зафиксировала камера американского телеканала. Согласно комментариям очевидцев, объект не был похож на птицу, так как визуально он был плоским и без крыльев. Однако, возможно, это был обычный вертолёт.
Люди, утверждающие, что видели НЛО, могли принять за летающую тарелку систему спрайтов. «Свечи» в спрайтах (видимые вертикальные столбы света) могут достигать в высоту 20 км, а пучок таких «свечей» может иметь диаметр до 70 км. Спрайт — редко наблюдаемый вид грозовых разрядов, некое подобие молнии, только бьющей из облаков вверх. Спрайты трудно заметить, они появляются на высоте от 55 до 130 километров и длятся не дольше сотен миллисекунд.
Впервые это явление было зафиксировано в 1989 году случайно. Спрайты не висят в небе неподвижно, а совершают «танцующие» движения.

### Вашингтонская карусель
«Вашингтонская карусель». 19, 20 и 27 июля 1952 года радары в национальном аэропорту Вашингтона и на базе ВВС «Эндрюс» зафиксировали загадочные точки, поведение которых не соответствовало самолётам. Самолёт-перехватчик ВВС, поднятый в воздух, ничего не обнаружил, однако, несмотря на это, явление получило широкий резонанс в СМИ. Даже такие серьёзные издания как «Life» сначала допускали инопланетное происхождение этих НЛО. Публиковались и другие гипотезы: что явления — тайные военные самолёты, произведённые Boeing, или что это — инопланетные корабли, потерпевшие крушение, отремонтированные американцами и теперь управляемые ВВС США. Однако в 1953 году отчёт о расследовании Гражданского управления по аэронавтике подтвердил гипотезу, и ранее высказывавшуюся военными, что эти радиолокационные вспышки были вызваны температурными инверсиями — явлением, когда слой горячего воздуха между слоями более холодного искажает луч радара, заставляя его принять наземные объекты за находящиеся в небе. Помехи, вызываемые стаями птиц, метеозондами и температурными инверсиями, являлись довольно обычным явлением для несовершенных радаров того времени. Введение в радарах цифровой фильтрации в конце 1970-х резко уменьшило количество наблюдений НЛО с помощью радаров.

### Петрозаводский феномен
«Петрозаводский феномен» («Петрозаводское диво»), нашумевшее в связи с массовым наблюдением НЛО в СССР в 1977 году, официальными организациями сначала было объяснено как неизученное природное аномальное явление, а позже — деятельностью военного и особо засекреченного в то время космодрома Плесецк.

## Частично объяснённые случаи наблюдения
Некоторые случаи наблюдения НЛО не были доказательно объяснены, однако имели одну или несколько гипотез происхождения, которое в теории могло бы иметь место, и, таким образом, исключающих поводы для различных мистификаций.

### Инцидент на высоте 611
«Инцидент на высоте 611» (в западных СМИ упоминается как «Русский Розуэлл») — предполагаемый случай наблюдения НЛО в Дальнегорске (Приморский край) в 1986 году. По сообщениям СМИ, 29 января на горе Известковой, также известной как высота 611, произошло крушение неопознанного летающего объекта, описываемого очевидцами как беззвучно летевший светящийся красный шар небольшого размера. На месте падения возник пожар. Обломков летательного аппарата, останков тел экипажа и следов органики найдено не было. Однако местным жителям удалось собрать различные фрагменты вещества, предположительно являющиеся его обломками: 70 граммов свинцовых капель, несколько десятков граммов чёрных шариков, позже оказавшихся смесью кремния, железа и свинца, и 5 граммов обломков необычной «сетки». «Сетка», по утверждениям СМИ со ссылкой на неназванных исследователей, состояла из золота, скандия, самария, лантана, празеодима и натрия, и обладала золотыми нитями в кварцевой оболочке толщиной 17 микрон.
Единого мнения о происхождении объекта среди учёных до сих пор не существует. Однако большинство специалистов считают, что все обломки имеют земное происхождение, а какие-либо достоверные доказательства внеземных технологий или материалов отсутствуют.
Наиболее популярной гипотезой является то, что объект был автоматическим дрейфующим аэростатом (АДА). Такие аэростаты начиная с 1940-х годов запускались США с целью шпионажа и могли подниматься на высоту до 30 километров, что долгое время делало их недоступными для советских истребителей. После появления у СССР высотного перехватчика М-17 программа была закрыта, однако АДА запускались ещё вплоть до конца холодной войны. При этом Дальний Восток и Приморье представляли для разведки особый интерес из-за большого числа расположенных там секретных производств, военных баз, борнорудного месторождения и комбината по переработке бора. Химические элементы, найденные на месте крушения, могли использоваться в устройствах внутри аэростата, а «сетка» являться частью обшивки, снижающей заметность аппарата для радаров. Взрыв аппарата мог быть обусловлен срабатыванием программы самоуничтожения, которой снабжались АДА с целью предотвращения их попадания в руки противника.
В американском журнале «Sky & Telescope» было опубликовано исследование, в котором утверждалось, что объектом в Дальнегорске являются обломки секретного американского военного спутника-шпиона.
Главный научный сотрудник Института физики Земли РАН, доктор физико-математических наук Валерий Рудаков считает, что образование сложных химических соединений в шариках, найденных на месте падения объекта, могло быть не связано с объектом, а являлось следствием более ранних естественных процессов в недрах земли. Заместитель директора Института геохимии и аналитической химии РАН, доктор геолого-минералогических наук Арнольд Кадик утверждает, что подобные шарики ранее уже находились и исследовались, являются сплавами редкоземельных металлов и, несмотря на свои необычные свойства, имеют естественное происхождение. Такие шарики выходят на поверхность в результате выветривания пород, либо обнаруживаются под землёй. По мнению учёного, в Дальнегорске могли быть обнаружены именно такие объекты.

## Известные случаи фальсификаций

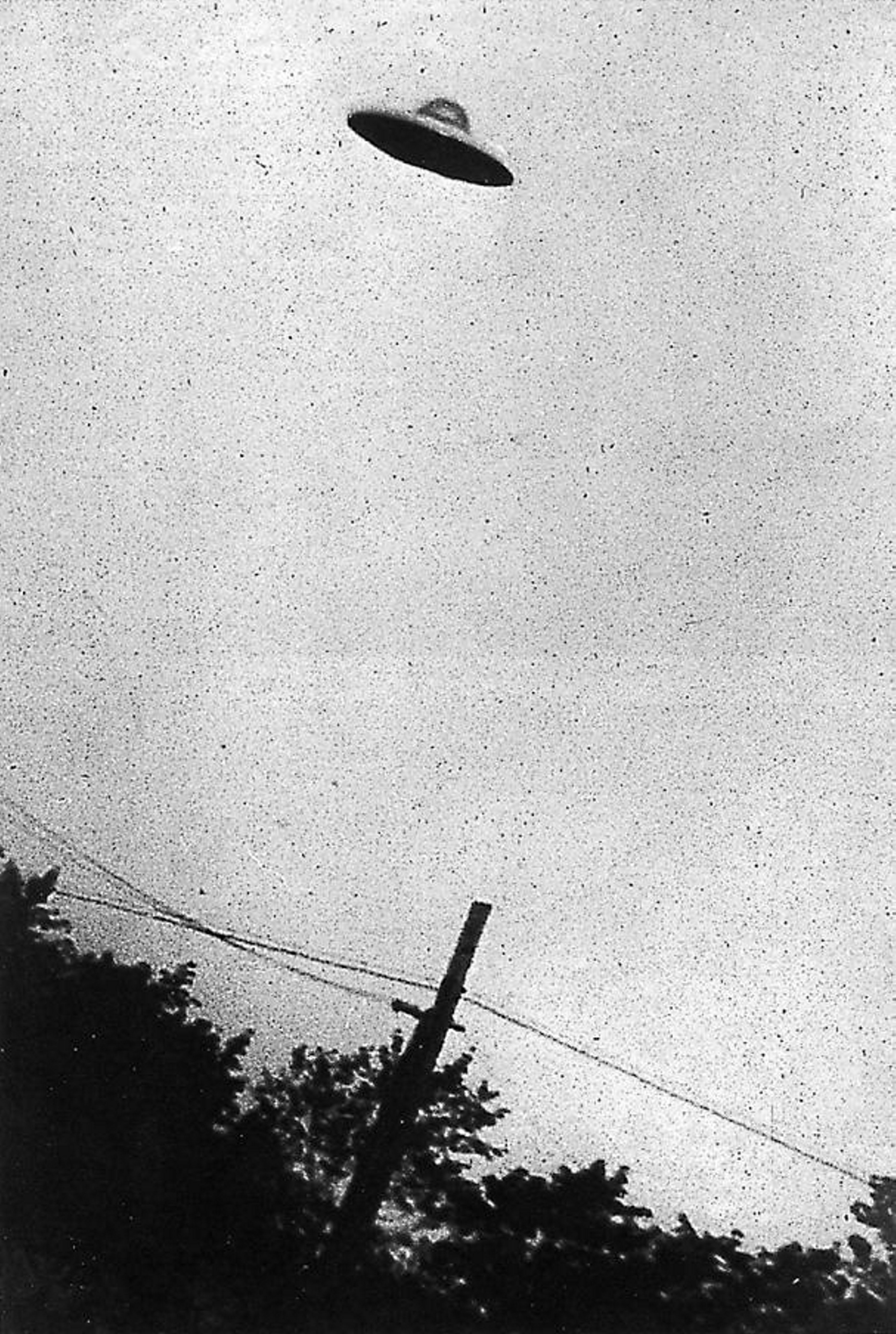
НЛО, якобы наблюдавшийся в Нью-Джерси в 1952 году (доказанная подделка). Из архивов ЦРУ

Ряд громких случаев якобы имевших место НЛО позже оказался доказанной фальсификацией.

### Розуэлльский инцидент
«Розуэлльский инцидент», произошедший в 1947 году, — один из наиболее известных случаев фальсификации сообщений об НЛО. В записке, составленной со слов неназванного информатора и являвшейся концом длинной цепочки рассказов, сообщалось, что в 1947 году в Нью-Мексико якобы были найдены три так называемые «летающие тарелки» круглой формы с приподнятым центром, около 15,25 м в диаметре, в каждой из которых находилось три тела около 90 см в высоту. Тарелки якобы были выведены из строя с помощью мощного радара. В апреле 2011 года эта записка была опубликована в базе данных ФБР, открытой для облегчения доступа к некоторым документам. Содержание записки было представлено некоторыми уфологами как доказательство приземления инопланетян в США, факт которого был скрыт властями, а добавление записки в базу документов ФБР — как «рассекречивание данных» (хотя эта записка не являлась секретной и была известна и ранее).
На самом деле известно, что мистификация начинается с двух мошенников, Сайласа Ньютона и его помощника Лео А. Гебауэра, которые продавали «дудлбаги» — фиктивные устройства, с помощью которых якобы можно было отыскивать нефть, газ, золото и тому подобное. Для получения преимущества перед другими конкурентами-мошенниками (мошеннические схемы, связанные с добычей полезных ископаемых, в то время были распространённым явлением) Ньютон и Гебауэр говорили, что их устройства основаны на технологиях пришельцев. Сообщение о крушении НЛО, других свидетелей которого не было, они рассказали обозревателю местной газеты «Variety», сообщив при этом, что корабль забрали военные для проведения секретных исследований. Позже некоторые СМИ перепечатали заметку о крушении НЛО, в том числе журнал «True» в 1952 году. В результате аферы Ньютону и Гебауэру удалось обмануть нескольких человек, продав им свои аппараты. Один из обманутых затем предъявил Ньютону и Гебауэру обвинения, и они были осуждены за мошенничество. Чуть ранее мошенников удалось убедить выдать образец «инопланетного металла», которым оказался обычный алюминий. Также известно, что мощности существовавших в то время радаров было недостаточно, чтобы вывести из строя даже электронику обычных самолётов.

## Теории заговора
Теории заговора об НЛО представляют собой разновидность теорий заговора, в которых утверждается, что правительства и политики во всем мире, в частности правительство Соединённых Штатов, скрывают доказательства принадлежности неопознанных летающих объектов представителям нечеловеческого (инопланетного) разума или создания этих объектов с использованием инопланетных технологий; утверждается, что правительства поддерживают связь или сотрудничают с инопланетянами, несмотря на публичные опровержения. Некоторые из этих теорий утверждают, что правительства санкционируют похищение пришельцами.
Идея, что правительства скрывают правду о приземлении инопланетян и о контактах с ними, распространена, в частности, среди уфологов.
Среди лиц, публично заявивших, что доказательства, связанные с НЛО, скрываются, были сенатор США Барри Голдуотер, британский адмирал лорд Хилл-Нортон (бывший глава НАТО и начальник штаба британской обороны), американский вице-адмирал Роскоу Х. Хилленкоттер (первый директор ЦРУ), израильский бригадный генерал Хаим Эшед (бывший директор космических программ Министерства обороны Израиля), астронавты Гордон Купер и Эдгар Митчелл и бывший министр обороны Канады Пол Хеллиер. Помимо своих заявлений, они не представили никаких доказательств своих слов. Согласно Комитету скептических расследований, существует мало или совсем нет доказательств, подтверждающих эти заявления, несмотря на значительные исследования по данному вопросу, проведённые неправительственными научными учреждениями.
Религиоведы отмечают, что среди сторонников теорий заговора об НЛО имеют распространение некоторые новые религиозные движения, в первую очередь «Небесные врата», «Нация ислама» и саентология.
Теории заговора об НЛО не имеют доказательств. Причина их появления связана с общим недоверием к властям и с теми фактами, что ряд правительственных деятелей допускали дезинформацию, искажение информации и ошибки. Кроме того, с 1950 года ЦРУ проявляло некоторый интерес к проблеме НЛО, что также способствовало распространению конспирологических идей среди уфологов.

## НЛО и религия
Основаниями для веры в НЛО являются свидетельства предполагаемых очевидцев, желание доверять рассказчикам фантастических историй, тенденция игнорировать опровергающие факты, пренебрежительное отношение к оппонентам, которые, по мнению верящих в НЛО, могут скрывать правду, а также стремление установить контакт с высшими мирами.
По мнению философа Пола Курца, вера в инопланетян является явлением, родственным вере в сверхъестественных существ. Уфология рассматривается им как мифология космического века. Массы охотнее верят в инопланетян, чем в существование ангелов. Уфология является результатом творческого воображения и пригодна для поэтических и экзистенциальных целей. Это направление стремится приписать людям более древнее происхождение и дать более глубокий смысл пребывания в этом мире, является результатом «погони за тайной», надежды человека на трансцендентальную значимость.
Взгляды уфологов
В нашумевшей в Америке приблизительно 1960-х книге Джона Киля «НЛО: операция „Троянский конь“» (англ. «UFO: operation 'Trojan horse'») описываются: крылатые существа, вылетающие из округлых летающих объектов, исцеления неопознанными летающими объектами и пророчества, полученные от НЛО, которые впоследствии сбывались; такие случаи якобы свойственны древности, XIX и XX векам. По мнению Киля, ультрасущества, которые вызывали небесные видения, издревле побуждали людей к созданию религий, вдохновляли и передавали священные знания. В старину ультрасущества поддерживали веру людей в Бога, ныне же, когда Бог вышел из моды, они подпитывают веру в «Космических Братьев» — помощников человечества.
Уфолог Жак Валле анализирует религиозные чудеса XIX (видение «Богородицы» в Ноке, Ирландия, в 1852 году) и XX веков (Фатимские видения) в книге «Параллельный мир» и находит в них очень много сходства с НЛО-феноменами. Валле считает, что религиозные переживания контактёров с НЛО являются следствием некоего неизвестного воздействия на человеческую психику. Проявления, сопровождающие религиозные видения, часто совпадают с явлениями, свойственными возникновению НЛО.
Религии НЛО
Со времён Д. Фрая начали появляться религиозные НЛО-культы вокруг людей, утверждающих, что получают тайные знания непосредственно от неопознанных летающих объектов. В большинстве подобных культов наблюдается убеждённость в скором появлении большого количества НЛО. Наиболее известным из них было так называемое Раэлианское движение, возникшее во Франции. Названо в честь Раэля (англ. Rael) или Клода Ворилона (англ. Claude Vorilhon) — журналиста, утверждавшего, что он встречался с НЛО 13 декабря 1973 года и неоднократно общался с существами, появление которых с ним связано. Ворилон рассказывал, что посещал их родную планету, ему будто бы сообщили, что человеческая раса была создана ими.
Взгляды К. Юнга
В книге «Современный миф о „небесных знамениях“» К. Г. Юнг в 1950-х писал, что реальность, окружающая человека, навлекает на себя проекции со стороны коллективного бессознательного. Последнее стремится компенсировать одностороннее развитие сознания (например, излишнюю рациональность в наше время или игнорирование всего, что не имеет отношения к вере, в старину) и проецирует на небесное пространство, если долго на него смотреть, образы сверкающих машин (наша эпоха) или же сияющих ангелов (прошлое). Таким образом коллективное бессознательное использует нуминозные представления для привлечения индивидуумов к обретению гармонии сознания и бессознательного. По мнению Юнга, родственные друг другу религиозные и НЛО-видения могут быть видны сразу нескольким индивидуумам: коллективное бессознательное находит выход для своих образов и символов через нескольких избранных людей.

## Результаты опросов
В 1950 году 94 % жителей США утверждали, что верят в летающие тарелки. Согласно данным опроса Гэллапа, в 1966 году более 5 млн жителей уверенно говорили, что на самом деле наблюдали летающее блюдце, около 50 млн заявляли, что «верят в реальность НЛО». Согласно данным опроса, проведённого в 1977 году, половина взрослого населения США «верили в НЛО», а более 15 млн утверждали, что видели эти объекты.
По данным Российской газеты, в 2012 году 77 % американцев были уверены, что инопланетяне посещали Землю, а 80 % считали, что правительство США скрывает от людей правду об НЛО. В это же время в России верили в визиты пришельцев только 25 % людей. По данным ВЦИОМ на 2017 год, подозревали власти в сокрытии правды о внеземных цивилизациях 18 % россиян, а 1 % опасался возможного вторжения инопланетян. При этом допускали существование НЛО преимущественно люди с низким образованием, в то время как по мере роста образовательного уровня опрошенных популярность идей о пришельцах снижалась.

## В искусстве
С самого начала увлечения «летающими тарелками», уже в начале 1950-х голливудские киноэкраны сразу же населили дискообразные летающие объекты. В кинофильме «Война миров» (Д. Пала, 1953 год) марсиане пытаются захватить Землю, используя зеленовато-красные «летающие тарелки», испускающие, кроме красных тепловых лучей, зелёные полумесяцы, аннигилирующие военную технику. Также был популярен кинофильм «День, когда остановилась Земля» (1951), во многом схожий с сообщениями о контактах Джорджа Адамски: из приземлившегося неустановленного дискообразного предмета появилось сначала роботоподобная, а затем и человекоподобная фигура. Последний представился космическим пришельцем и высказывал опасение за судьбу человечества, открывающего для себя ядерное оружие. Подобные фильмы, в основном, нагнетали тревогу на живших в ожидании Третьей мировой войны американцев, поэтому 16 января 1953 года на совещании в Пентагоне, где были озабочены обилием сообщений о наблюдении НЛО в Соединённых Штатах, приняли решение:

По мнению комиссии, широкомасштабная программа, объединяющая усилия всех заинтересованных ведомств, должна преследовать две цели: обучение и развенчание.
Цель обучения — выработать навыки опознания непривычно освещённых объектов (зондов, самолётов), а также природных явлений (метеоров, болидов, миражей, светящихся ночных облаков)… Обучение, несомненно, приведёт к сокращению донесений в результате ошибочного опознания, вносящего столько путаницы.
Развенчание должно уменьшить интерес публики к «летающим тарелкам», сегодня вызывающим сильную психологическую реакцию…
Основой такого воспитания могли бы послужить истории, вначале загадочные, а позже объяснённые. Фокусы во многом теряют свою привлекательность, как только секрет их становится известным. Воспитательная программа должна рассеять легковерие публики и, следовательно, её подверженность искусной вражеской пропаганде.

Комиссия далее заключила, что постоянно повторяющиеся сообщения об этих явлениях действительно могут создать в наше тревожное время угрозу для упорядоченной деятельности охранительных политических органов… Ведомства национальной безопасности незамедлительно должны принять надлежащие меры к тому, чтобы лишить неопознанные летающие объекты того особого статуса, который им придан, и того ореола таинственности, который они, к сожалению, обрели.
В результате было принято решение выпускать развлекательные фильмы, также и анимационные, высмеивающие сообщения о наблюдении НЛО: так планировалось для снижения столь опасной заинтересованности населения этим вопросом.
- В известном романе Франсиса Карсака «Пришельцы ниоткуда» (фр. Ceux de nulle part; 1953) основным средством передвижения в космическом пространстве является ксилл — дискообразный летательный аппарат.
- В романе Ивана Ефремова «Туманность Андромеды» (1957) есть эпизод о неудачной попытке вскрытия «спиралодиска» — дискового звездолёта инопланетной цивилизации, обнаруженного на планете Железной звезды.
- В мультфильме 1968 года «Битлз: Жёлтая подводная лодка» Ринго, первым увидевший жёлтую подводную лодку, принимает её (в начале 15-й минуты) за «одно из тех летающих блюдец».
- В 1977 году вышел кинофильм Стивена Спилберга «Близкие контакты третьего рода», который рассказывает о готовящемся контакте человечества с обитателями неопознанных летающих объектов. Консультантом фильма был астроном и уфолог Аллен Хайнек, Спилберг снимал фильм по его книге «The UFO expierence». Вероятно, «Близкие контакты третьего рода» породили тенденцию создавать фильмы на основе реальных случаев наблюдения НЛО и похищений: известны, например, экранизация книги Бадда Хопкинса «Пришельцы», фильм «Небесный огонь», снятый по материалам случая с Уолтоном, и пр. К числу наиболее известных фильмов на основе реальных случаев относится телесериал «Секретные материалы».
- Основной мыслью вышедшего в 1978 году фильма «Ангар-18», также очень широко разошедшегося по миру, была тема засекречивания правительством США контактов с инопланетным НЛО, причём не гнушаясь аморальными средствами.

В 1996 году Голливудом был выпущен фильм о попытке НЛО поработить Землю («День независимости»), который вызвал вновь всемирный резонанс и стал блокбастером. В фильме вновь фигурирует тема засекречивания американскими военными (в том числе от собственного президента) контактов, начиная с розуэлльского. В декабре того же года вышла сатирическая лента «Марс атакует!» Тима Бёртона. Также, в первой же серии сериала «Южный парк» («Картман и анальный зонд») высмеиваются рассказы о контактах с НЛО: по сюжету, Эрика Картмана похищают, и ему устанавливают анальный зонд. Кроме того, в фильме затронута тема увечья скота.
Тему НЛО, как средств скрытного или открытого инопланетного вторжения, эксплуатирует огромное количество других кинофильмов и телесериалов.
Архитектура — здания в форме классической «летающей тарелки» инопланетян
- Музей АЗЛК;
- Казанский государственный цирк;
- Современный наземный вестибюль станции Горьковская Санкт-Петербургского метрополитена[92];
- Кинолекционный зал библиотеки Института научно-технической и экономической информации (УкрИНТЭИ) в Киеве[93].
- Стадион «Донбасс Арена» в Донецке

### Комментарии
1. ↑  
Перевод цитаты оригинальной публикации:[1] 27 апреля 2020 года. СРОЧНАЯ ПУБЛИКАЦИЯ. Заявление Министерства обороны США по поводу выпуска исторических видеозаписей ВМС. Министерство обороны санкционировало публикацию трёх несекретных видеозаписей ВМС, одна из которых снята в ноябре 2004 года, а две других — в январе 2015 года, которые стали распространяться в открытом доступе после несанкционированных публикаций в 2007 и 2017 годах. ВМС США ранее признавали, что эти видеозаписи, распространяемые в открытом доступе, действительно являлись видеозаписями ВМС. После тщательной проверки Министерство обороны определило, что санкционированный выпуск этих несекретных видеозаписей не раскрывает каких-либо секретных возможностей или систем и не затрагивает любые последующие расследования вторжений в военное воздушное пространство в результате «неопознанных атмосферных явлений». Министерство обороны публикует данные видеозаписи, чтобы прояснить любые недоразумения общественности в отношении курсировавших кадров о том, являлись ли или не являлись ли распространённые кадры истинными или и содержат ли или не содаржат ли видеозаписи нечто более. Атмосферные явления, наблюдаемые на видеозаписи, по-прежнему классифицируются как «неопознанные». Опубликованные видеозаписи можно найти в читальном зале FOIA Командования авиационных систем[англ.] ВМС США: https://www.navair.navy.mil/foia/documents.
Оригинальный текст (англ.)Цитата оригинальной публикации: April 27, 2020. IMMEDIATE RELEASE. Statement by the Department of Defense on the Release of Historical Navy Videos. The Department of Defense has authorized the release of three unclassified Navy videos, one taken in November 2004 and the other two in January 2015, which have been circulating in the public domain after unauthorized releases in 2007 and 2017. The U.S. Navy previously acknowledged that these videos circulating in the public domain were indeed Navy videos. After a thorough review, the department has determined that the authorized release of these unclassified videos does not reveal any sensitive capabilities or systems, and does not impinge on any subsequent investigations of military air space incursions by unidentified aerial phenomena. DOD is releasing the videos in order to clear up any misconceptions by the public on whether or not the footage that has been circulating was real, or whether or not there is more to the videos. The aerial phenomena observed in the videos remain characterized as "unidentified." The released videos can be found at the Naval Air Systems Command FOIA Reading Room: https://www.navair.navy.mil/foia/documents [1].

Примечание: прямые ссылки на видеозаписи, Видеозапись 1 «GIMBAL»[2], Видеозапись 2 «GOFAST»[2], Видеозапись 3 «FLIR»[2]. Архивировано 29 августа 2020 года.